# Sernancelhe
Sernancelhe – miejscowość w Portugalii, leżąca w dystrykcie Viseu, w regionie Północ w podregionie Douro. Miejscowość jest siedzibą gminy o tej samej nazwie.

## Demografia
| Liczba ludności gminy Sernancelhe (1801–2011) | Liczba ludności gminy Sernancelhe (1801–2011) | Liczba ludności gminy Sernancelhe (1801–2011) | Liczba ludności gminy Sernancelhe (1801–2011) | Liczba ludności gminy Sernancelhe (1801–2011) | Liczba ludności gminy Sernancelhe (1801–2011) | Liczba ludności gminy Sernancelhe (1801–2011) | Liczba ludności gminy Sernancelhe (1801–2011) | Liczba ludności gminy Sernancelhe (1801–2011) | Liczba ludności gminy Sernancelhe (1801–2011) |
| --------------------------------------------- | --------------------------------------------- | --------------------------------------------- | --------------------------------------------- | --------------------------------------------- | --------------------------------------------- | --------------------------------------------- | --------------------------------------------- | --------------------------------------------- | --------------------------------------------- |
| 1801                                          | 1849                                          | 1900                                          | 1930                                          | 1960                                          | 1981                                          | 1991                                          | 2001                                          | 2004                                          | 2011                                          |
| 2 778                                         | 3 677                                         | 10 758                                        | 9 804                                         | 10 200                                        | 7 499                                         | 7 020                                         | 6 227                                         | 6 150                                         | 5 671                                         |

## Sołectwa
Sołectwa gminy Sernancelhe (ludność wg stanu na 2011 r.)
- Arnas – 220 osób
- Carregal – 393 osoby
- Chosendo – 254 osoby
- Cunha – 310 osób
- Escurquela – 138 osób
- Faia – 207 osób
- Ferreirim – 457 osób
- Fonte Arcada – 270 osób
- Freixinho -- 140 osób
- Granjal – 272 osoby
- Lamosa – 179 osób
- Macieira – 124 osoby
- Penso – 230 osób
- Quintela – 294 osoby
- Sarzeda – 530 osób
- Sernancelhe – 1183 osoby
- Vila da Ponte – 470 osób